# Full Metal Ninja
Full Metal Ninja (auch bekannt als:  Metallic Fury) ist ein Low-Budget-Ninja-Film des Hongkong-Regisseurs Godfrey Ho aus dem Jahr 1989.

## Handlung
Eagle überlebt das Massaker General Lungs an seinem Dorf, während seine Eltern getötet werden und seine Frau Jade von Lungs Schergen gekidnappt wird. Daraufhin verbringt Eagle Monate des Trainings des Kung Fus, um sich später für die ihm bereiteten Schmerzen und Verluste zu rächen und Jade zu retten.
Währenddessen unterstützt der Ninja-Meister Boris, der vor Jahren nach China kam, mit seinen Handlangern General Lung bei seinen bösen Plänen ein Ninja-Imperium aufzubauen. Lung ahnt nicht, dass Boris selbst vorhat ihn zu töten, um so das Ninja-Imperium zu übernehmen.
Diese Pläne können nur noch durch eine Allianz Eagles mit Boris’ Erzfeind Leon durchkreuzt werden. Leon, selbst ein Ninja-Meister, nutzt zum Verdruss seiner Feinde neumodische Schusswaffen und besitzt so einen Vorteil gegenüber Boris. Letztendlich erreicht Eagle mit Hilfe von Leon General Lungs Palast, tötet ihn in einem großen finalen Duell und befreit seine Frau aus dessen Fängen.

## Kritik
Der Film hat eine IMDB-Wertung von 4,7 bei 70 Bewertungen.

## Trivia
- Der Film wurde von Godfrey Ho im Cut-and-Paste-Verfahren gedreht, d. h. der größte Teil des Filmes besteht aus Originalaufnahmen aus dem unveröffentlichten Film Warrior (Mu-In) von 1984. Die Originalszenen wurden durch eine neue Synchronisation in ihrem Sinn verändert und durch neu gedrehte Szenen erweitert.
- Der Film ist einer der neun Filme von Pierre Kirby und mit Zombie vs. Ninja der letzte, bevor dieser 1990 starb.[1]